# Los chicos quieren más
Los chicos quieren más... es el noveno álbum de estudio de la banda de rock argentina Los Ratones Paranoicos, editado en 2001 por Tocka Discos.

## Lista de canciones
1. No responde (03:18)
2. Hechizado (02:47)
3. Confundido (02:56)
4. Perrita (03:18)
5. Jóvenes modernos (03:19)
6. Nieve bonaerense (03:03)
7. Los diablitos (03:26)
8. Rock de las venas (02:29)
9. Gárgolas (03:11)
10. El bajón de la nena (04:08)
11. Desconfiado (04:09)
12. Hot (04:30)
13. Tomo y obligo (04:01)
14. Boogie, Boogie, Boogie (00:10)

## Músicos
- Juanse - voz, guitarra
- Sarcófago - guitarra, coros
- Fabián Quintiero - bajo
- "Roy" Quiroga - batería